# 서울의 소리
《서울의 소리》는 대한민국의 인터넷 신문사이다. 진보 성향의 신문사로, 2009년에 설립되었으며, 대표는 백은종이다.

## 논조
서울의 소리는 진보 성향의 논조를 띄고 있다. 정치적으로는 윤석열 정부에 대해 매우 강경히 반대하는 입장으로 정권의 행보를 강도높게 비판하고 있다. 
강경 우익 성향인 조중동에 대해서도 비판적이며, 조선일보의 위법 행적을 나열하며 조선일보 폐간을 요구하고 있다.